# Nolima pugnax
Nolima pugnax är en insektsart som först beskrevs av Navás 1914.  Nolima pugnax ingår i släktet Nolima och familjen fångsländor. Inga underarter finns listade i Catalogue of Life.